# Paepalanthus flaccidus
Paepalanthus flaccidus là một loài thực vật có hoa trong họ Eriocaulaceae. Loài này được (Bong.) Kunth mô tả khoa học đầu tiên năm 1841.